# 1355년

## 연호
- 원(元) 지정(至正) 15년
- 일본(日本) 남조(南朝) 쇼헤이(正平) 10년
- 일본(日本) 북조(北朝) 분나(文和) 4년
- 쩐 왕조(陳朝) 티에우퐁(紹豊) 15년

## 기년
- 원(元) 혜종(惠宗) 23년
- 고려(高麗) 공민왕(恭愍王) 4년
- 쩐 왕조(陳朝) 유종(裕宗) 15년

## 탄생
- 교황 보니파시오 9세, 203대 로마 교황.
- 조선 2대 국왕 정종의 정비 정안왕후.

## 사망
원나라의 승상 토크토